# Lhotice
Lhotice é uma comuna checa localizada na região de Vysočina, distrito de Třebíč.